# 中国の竜
中国の竜（ちゅうごくのりゅう）では、中国における竜について記述する。
竜（龍、音読み: りゅう、簡体字: 龙、拼音: lóng（））は、本来的には中国の神話・伝承や造形美術にみられる想像上の動物を指すが、その概念は日本、朝鮮、ベトナムにも伝播し、それぞれの文化に組み込まれている。また、西洋のドラゴンも竜と翻訳され、逆に東洋の竜は西洋語では dragon （英・仏）などと訳される。ここでは主として中国固有の竜について述べる。

## 概要
竜はカメ、魚、あるいは空想的な生き物など様々な姿をしているが、一般的には四足の蛇に似た姿で描かれる。陰陽の用語では、陽は竜であり、またしばしば鳳凰と並列される。
中国の竜は、伝統的に、特に水、降雨、台風、洪水を制御する、強力で縁起の良い力を象徴している。さらに、貴人の力、強さ、そして幸運の象徴でもある。中国の皇帝（一覧）にとっても、竜は常に皇帝の権力と強さの象徴だった。
日常的な中国語では、実力や気品のある人々は竜に喩えられる。これに対して、実力や気品のない人々は虫に喩えられる。中国のことわざや慣用句のいくつかは、竜に言及している。例えば、望子成龍（「自分の息子が竜になることを望む」）などである。
蛇や鯉など鱗を持つ生物が修行などの末に竜に成るという伝承も古来存在する。『述異記』によれば「水にすむ虺（き）は五百年で蛟となり、蛟は千年で竜となり、竜は五百年で角竜、千年で応竜となる」。

## 起源
中国の竜は、トーテムや自然の生き物を様式化した描写を起源に、神話の動物へと進化した。上述の「虺五百年化為蛟、蛟千年化為竜、再五百年為角竜、千年為応竜」にも関連して、古典学者である聞一多は、竜は古代の部族抗争の過程でヘビなど複数のトーテムが吸収・合成されて創りだされた、という説を述べている。
中国文化における竜の存在は、紀元前5千年紀の仰韶文化まで遡る。1987年に河南省で数千年前の竜の像が発見された。また、コイル状のヒスイの装飾品は、紀元前4700から紀元前2900年までの頃の紅山文化から出土している。
コイル状の蛇や竜の様式は、初期の中国文化において重要な役割を果たした。殷時代以降のヒスイの竜のお守りと同様に、中国語最古の「竜」の文字はコイル状の形態を有する。
ブタ、トラ、鳥のほか、龍を刻んだものも見つかっている。「猪竜（ズーロン）」または「玉猪竜（ユーズーロン）」と呼ばれる紅山文化の玉龍（龍を彫った玉）の造形は単純であり、龍が円形になっているものが多いが、後期になると盤龍・紋龍などの区別がはっきりとしてくる。考古学者の中には、後に中原で始まった龍への崇拝は、紅山文化にその源を発するという見方もある。

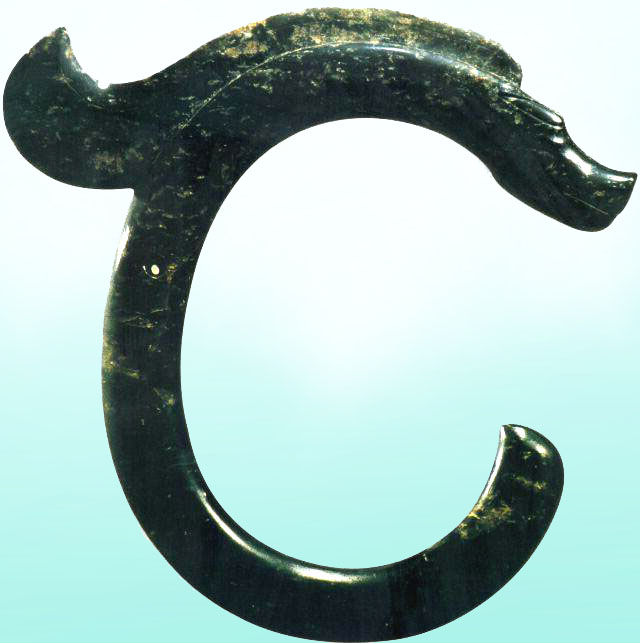
玉竜。紅山文化の出土品
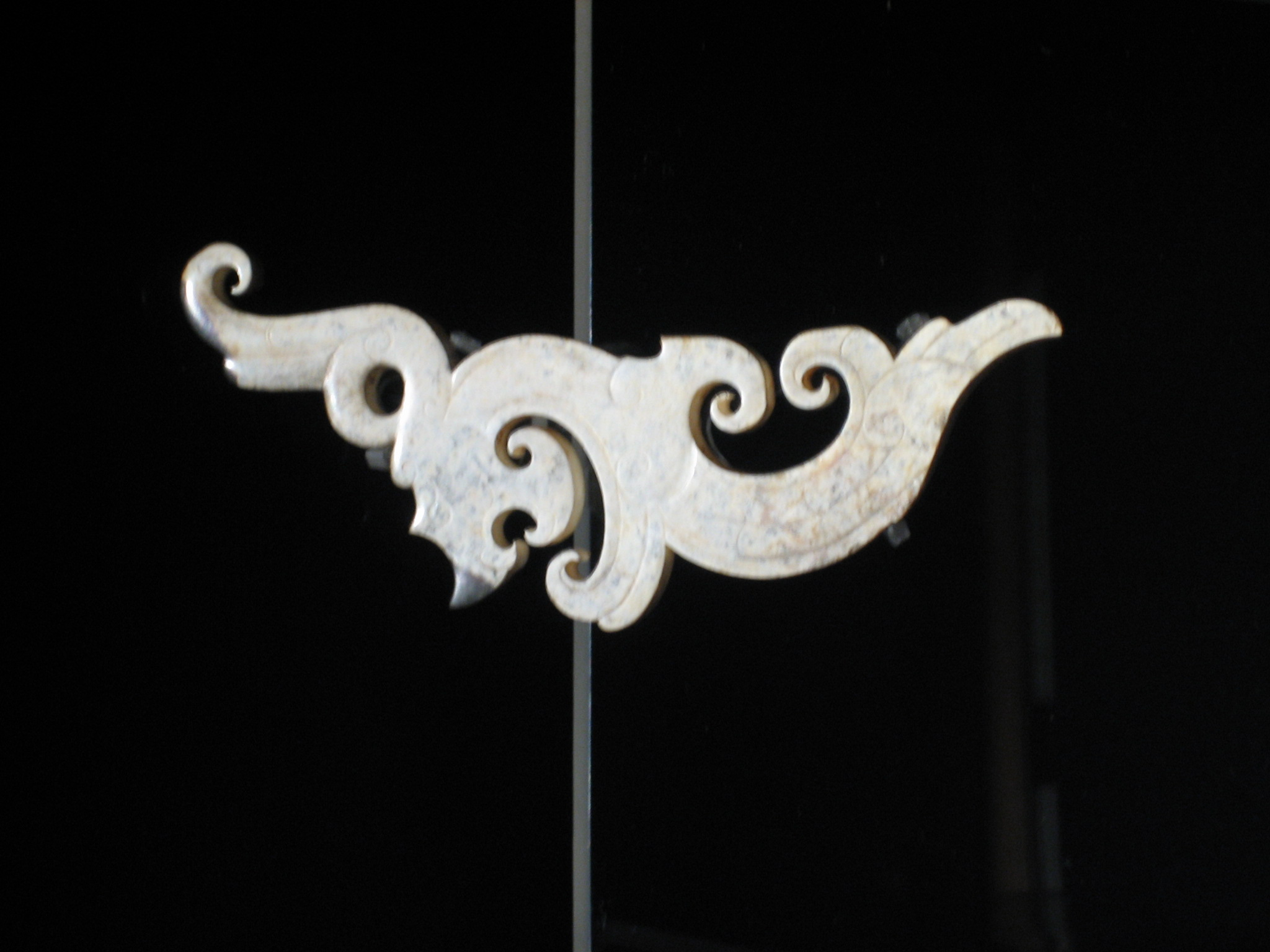
衣服の飾りに使用されたヒスイ彫りの竜(戦国時代)
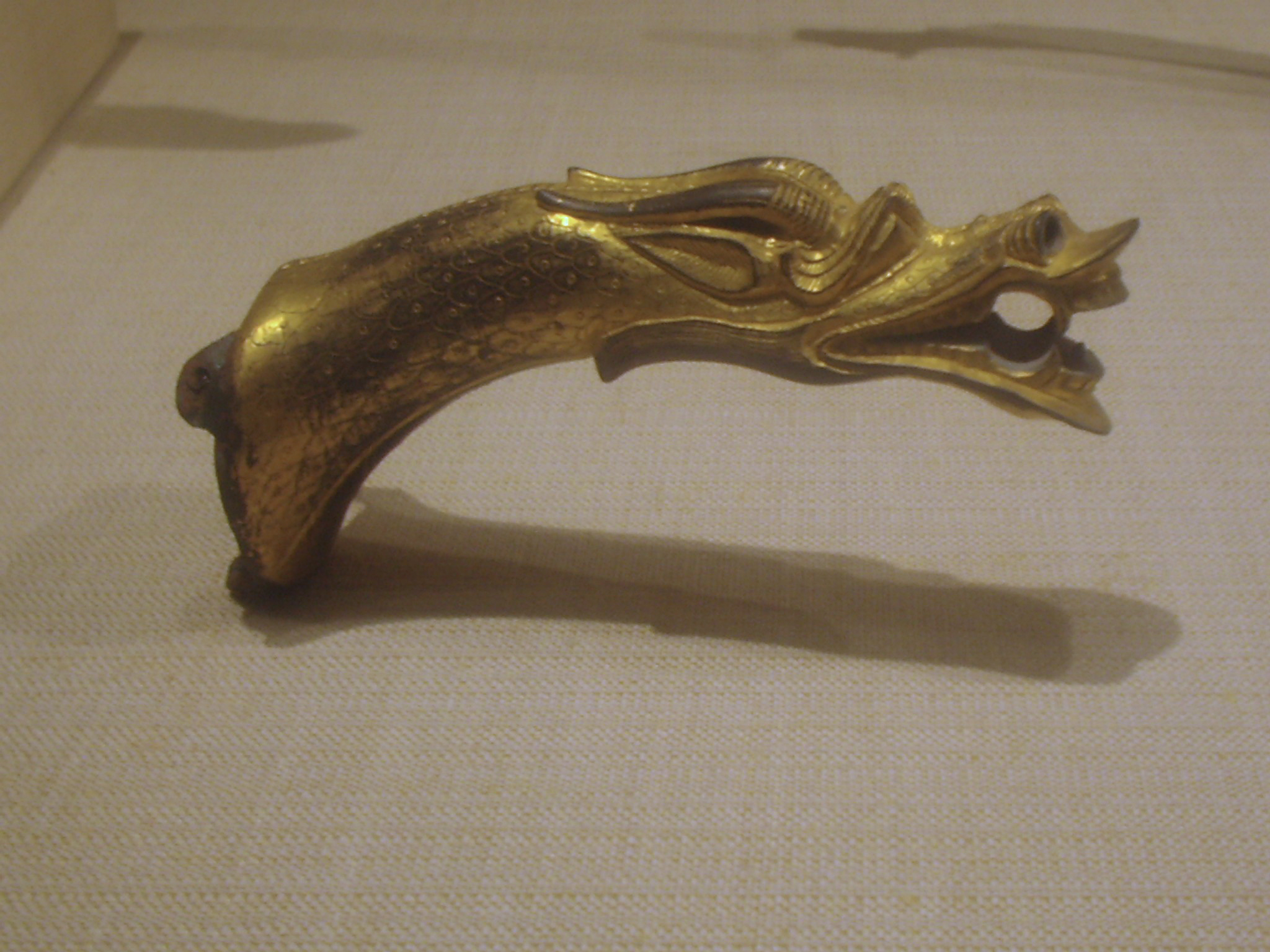
竜の頭部をかたどった取手（前漢時代）

恐竜の化石などから伝説が起こったという仮説については、 § 恐竜骨や古代生物の比定参照。その他の出土や漢方薬については § 竜骨参照。

## 伝承

### 天候と水の支配者として
龍と水の関係の起源はインドのナーガに遡り、仏教を介して中国に伝わり龍と習合した。ナーガはコブラを神格化した蛇神だったが、コブラが生息していない中国では、漢訳経典において竜と翻訳された。類似した事例として、古代中国や韓国やベトナム等沿岸部に存在するクジラ（鯨神）を海上の守護者として崇める風習は、仏教の竜王伝承と迎合した可能性がある。
竜は地上に雨をもたらす水神とみなされたが、竜が雨を降らせるか否かはしばしば玉皇大帝など地位の高い神の命令に基づいていた。民間信仰においても、竜王は玉皇大帝の支配下にあってその命令に従っており、竜王が天候を自由に制御することはできないと認識されることがあった。玉皇大帝が降雨を禁じたにも拘わらずこれに背いて雨を降らせたために罰せられる竜の伝説が中国の各地に残っている。浙江省の「玉柱峰」の伝承では、大晦日に生贄がなかったのを怒った玉皇大帝が3年の間降雨を止めるように竜たちに命じたが、九龍鼎の玉柱龍が命令に従わずに雨を降らせ、地上に1000年間落とされるという罰を玉皇大帝から受けている。また、広西壮族自治区に残る「金龍と鯉魚」の伝承では、3年の間降雨を禁じた玉皇の命に背いた金龍が、天の瑶池で鉄の鎖に拘束される罰を受けている。旧暦2月2日の年中行事「龍擡頭」にまつわる陝西省の伝説では、玉皇大帝の命令に背いて雨を降らせた玉竜が地上の山に閉じ込められる。（詳細は「龍擡頭#伝説」を参照）

### 飛翔
たとえ翼を持たずとも、竜は天を翔ける。伝説によれば、竜の飛翔を可能にするのは頭に乗った「尺木（せきぼく）」という銘の博山（という香炉、すなわち博山炉）で、これが無ければ飛ぶことはできない。この謂れは、唐代の『酉陽雑俎』に記述がみえる。

## 種類
中国文学や神話では多くの有名な竜が語られる。言語学者マイケル・カーは、中国の古典に記されている100もの古代の竜の名前を元に分析している。
例
- 青竜〔セイリュウ、セイリョウ〕 - 四神の一つ。
- 黄竜〔コウリュウ、オウリュウ〕
- 蛟竜〔コウリュウ〕
- 虬竜〔キュウリュウ〕
- 螭竜〔チリュウ〕
- 蟠竜〔バンリュウ〕
- 驪竜〔リリュウ、リリョウ〕 - 顎に驪珠をそなえる。
- 応竜〔オウリュウ〕 - 翼を持った竜。四霊の一つ。

### 四神
青龍（せいりゅう）は、天の四方の方角を司る4つの霊獣（四神、天之四霊）のひとつである。東の青竜のほか、南の朱雀（すざく）、西の白虎（びゃっこ）・北の玄武（げんぶ）がいる。

### 竜生九子
明代のいくつかの書物では、竜生九子という竜の子供について記されている。

## 竜骨
古代中国では発掘された恐竜の骨が竜の骨と呼ばれ、記録に残された。例えば、 西暦300年頃の常璩『華陽国志』は、四川省の地中から出た「竜の骨」について記録に残している。
『本草綱目』にも、中国医学（日本では漢方医学）における竜骨の採取場所、見分け方や種類、取得された記録などを述べており、もちろん薬用なのが前提で、五色であれば良し（効能あり）とするが、青・赤・白はさておき、黄色は並み、黒色は下だとしている。また調剤の手順や、何の病気に対して効能があるかなども説明される。
内陸部の村人は、伝統薬で使うため、長きにわたって「竜の骨」の化石を発掘しており、今日でも続いている。

## 図像学

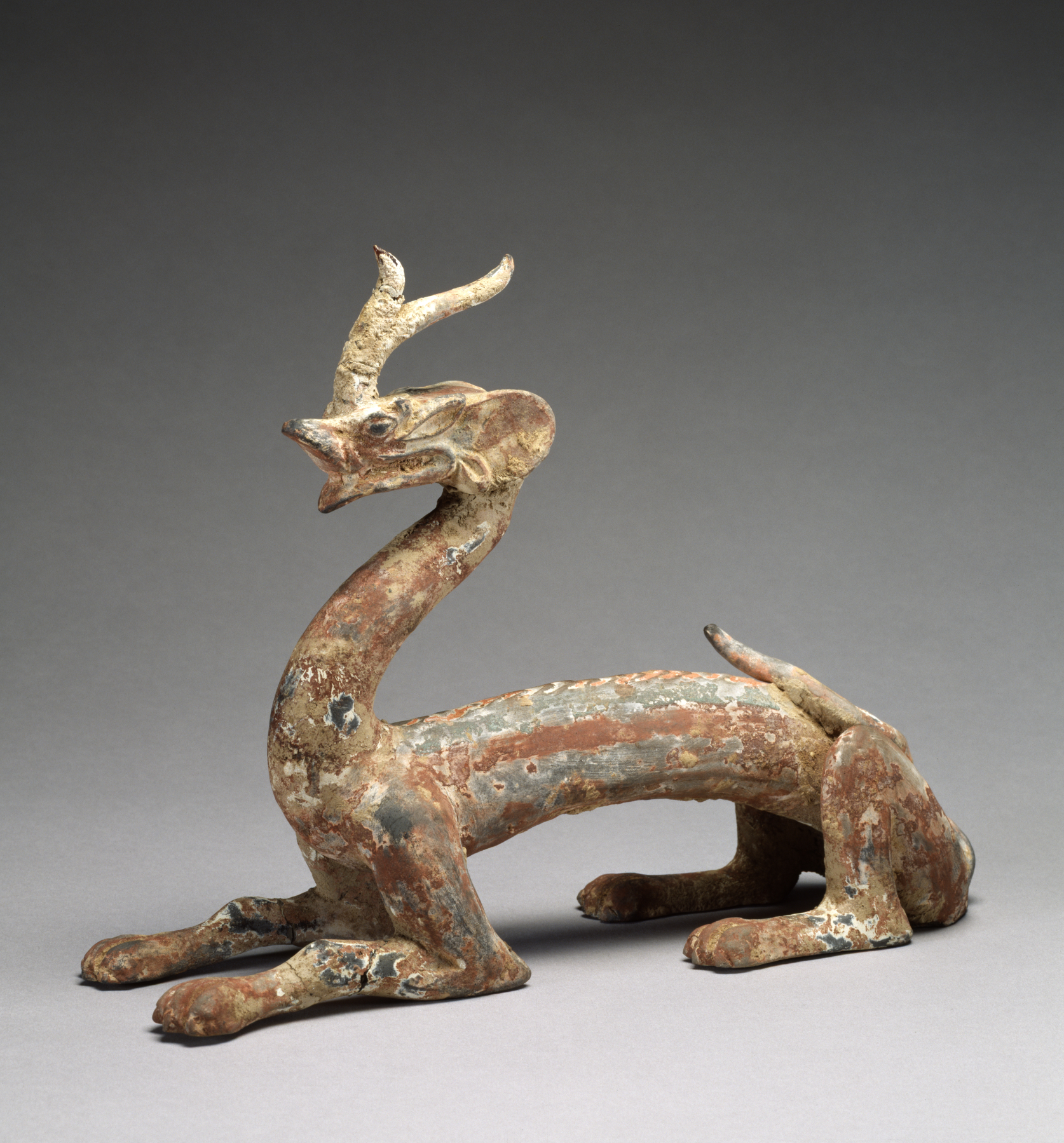
死後、天国へ行けるよう竜の置物は墓に供えられた。（The Walters Art Museum）

### 新石器時代の図像
竜や竜のような描写は、中国全土の新石器時代の遺跡で広く発見されている。竜の最も初期の描写が興隆窪文化の遺跡で発見された。西安で仰韶文化の遺跡では、竜をモチーフとする粘土の鉢が作られている。良渚文化も竜のような様式が作られている。現在の内モンゴルにある紅山文化の遺跡では、Pig dragonの様式でヒスイの竜のお守りが作られている。
そのような初期の形式は、Pig dragonだった。それはイノシシに似た頭部を持ち、コイルの形をしている細長い生き物である。

### 三停九似
南宋時代の博物誌『爾雅翼』では竜の姿を「三停九似」、つまり首〜腕の付け根〜腰〜尾の各部分の長さが等しく、角は鹿、頭は駝、眼は兎、胴体は蛇、腹は蜃、背中の鱗は魚、爪は鷹、掌は虎、耳は牛にそれぞれ似るという。

## 象徴的価値
歴史上、竜は皇帝の象徴だった。清末には、清の国旗に使用された。
中国人は、民族的アイデンティティの印として、「竜の子孫」（龍的傳人、龙的传人）という言葉を使うことがある。1970年代に始まったひとつの潮流では、中国以外のアジアの人は、自己表現のために動物のシンボルを探していた。モンゴルはオオカミ、チベットはサルが使用された。
今日の中国文化では、竜は主に装飾で使われる。竜を醜く描写するのはタブーである。

### 皇帝の権威の象徴
竜、特にそれぞれの足に5つの爪がある竜は、中国の多くの王朝において皇帝の象徴だった。清では皇帝の竜は黄色または金で、明代では赤色だった。
帝位は竜の玉座と呼ばれていた。後期の清では、国旗に竜が採用された。竜は、北京の紫禁城などの皇宮や王墓の段差で彫刻となっている。
三皇五帝と呼ばれる古代の帝王のうち、黄帝と伏羲は龍体を持つと言われる。また、龍は瑞獣であり、その顕現は天子の徳と関係付けられて考えられた。
いくつかの中国の伝説では、皇帝は竜の形をした母斑を持って生まれたという。例えば、竜のあざを持って生まれ、ついには現王朝を倒して新王朝を建てる農民の物語が伝わる。別の伝説では、敵から隠れていた王子が、竜のあざで王子であると証明される。
一方、皇后は多くの場合、鳳凰と同定されている。
竜は帝王の象徴とされるため、帝王にまつわるものには「竜」がつくことが多い。「竜影」（帝王の姿）、「竜顔」（帝王の顔）、「袞竜（こんりょう）」（帝王の衣服。「袞竜の袖にすがる」といえば帝王に助けを求めるという意味になる）、「竜袍（りゅうほう、ロンパオ）」（清朝の皇帝の着る黄色の緞子の着物）。

### 竜の爪
明の初代皇帝は元の規則 元史·志·卷三十一·舆服一を踏襲し、皇帝の象徴である竜は5つの足の指（または爪）を、帝国の慣習としての貴族や高級官吏へ向けられた竜は4つの爪を持つと定めた。
3つ爪の竜は下級官吏や一般大衆に愛用された。（様々な明朝の唐物で広く見られる）。しかし、帝室に密接に関連した選ばれた皇族だけが、様々な象徴的な色彩を大抵は持つ竜を利用できた。皇帝を除いたいかなる人物でも、完全に金色な5つ爪の竜を利用するのは死罪であった。
適切な爪の数や色を利用しなかった場合、罪人の一族もろとも処刑するに値する反逆罪とされた。
「5つの足の指」の規則は、1336年、元の時代に施行されたのが最初である。麒麟、鸞鳳（鸞鳥と鳳凰）、白兎、霊芝、足の指5つ角2つの竜、八龍、九龍、萬壽（万年）、福壽字（中国の陶器の模様で使われる）、黄土色などの服を庶民が着ることを禁じていた。
こうした規制にもかかわらず、龍文は一般庶民にも人気があった。明末清初には密かに焼かれた民間窯製の5つ爪龍文が出回っており、乾隆帝は龍文の独占を諦める詔を出した。

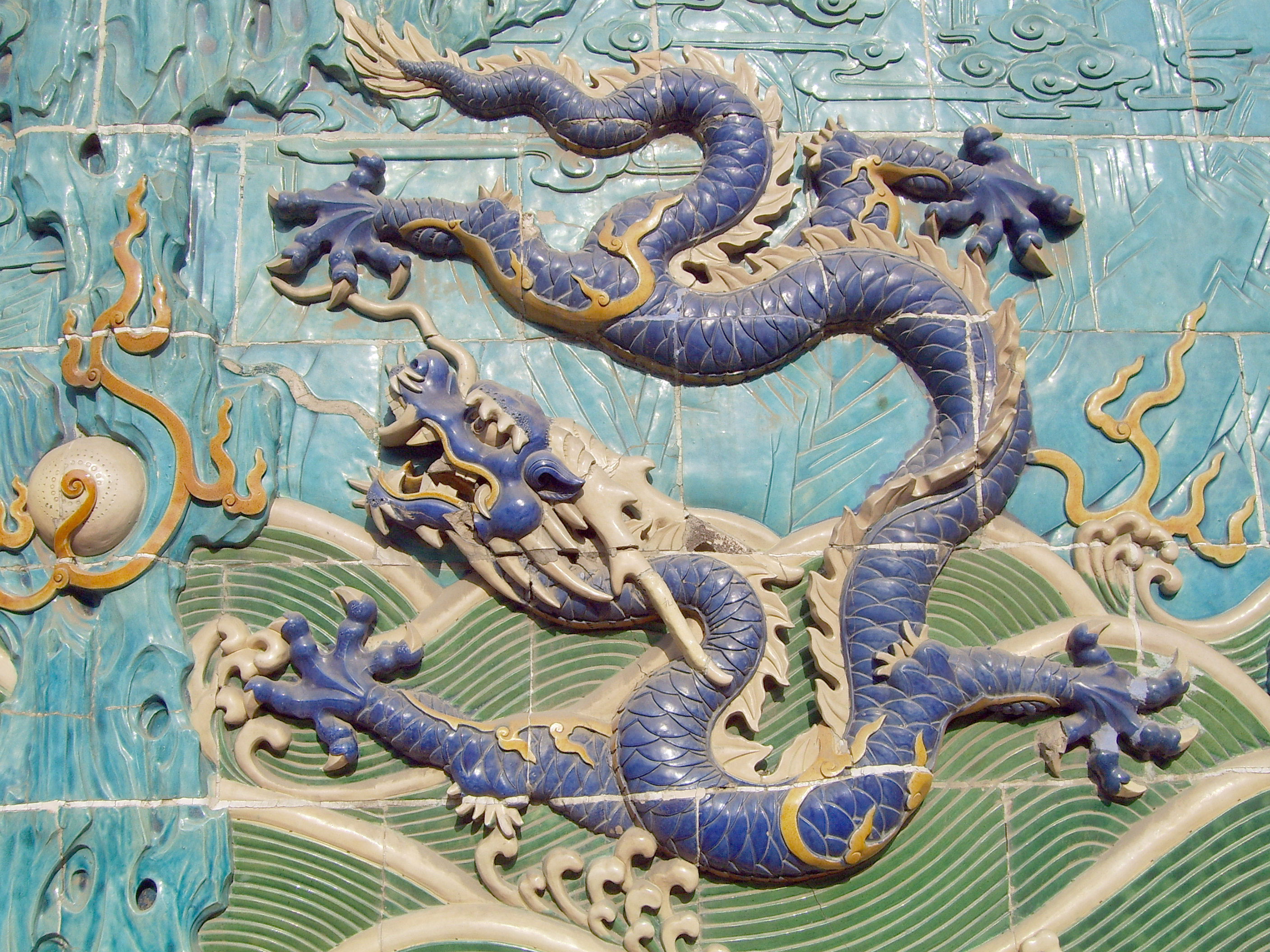
中国北京北海公園（旧皇帝御園）の九龍壁にある皇帝の象徴の五爪の竜
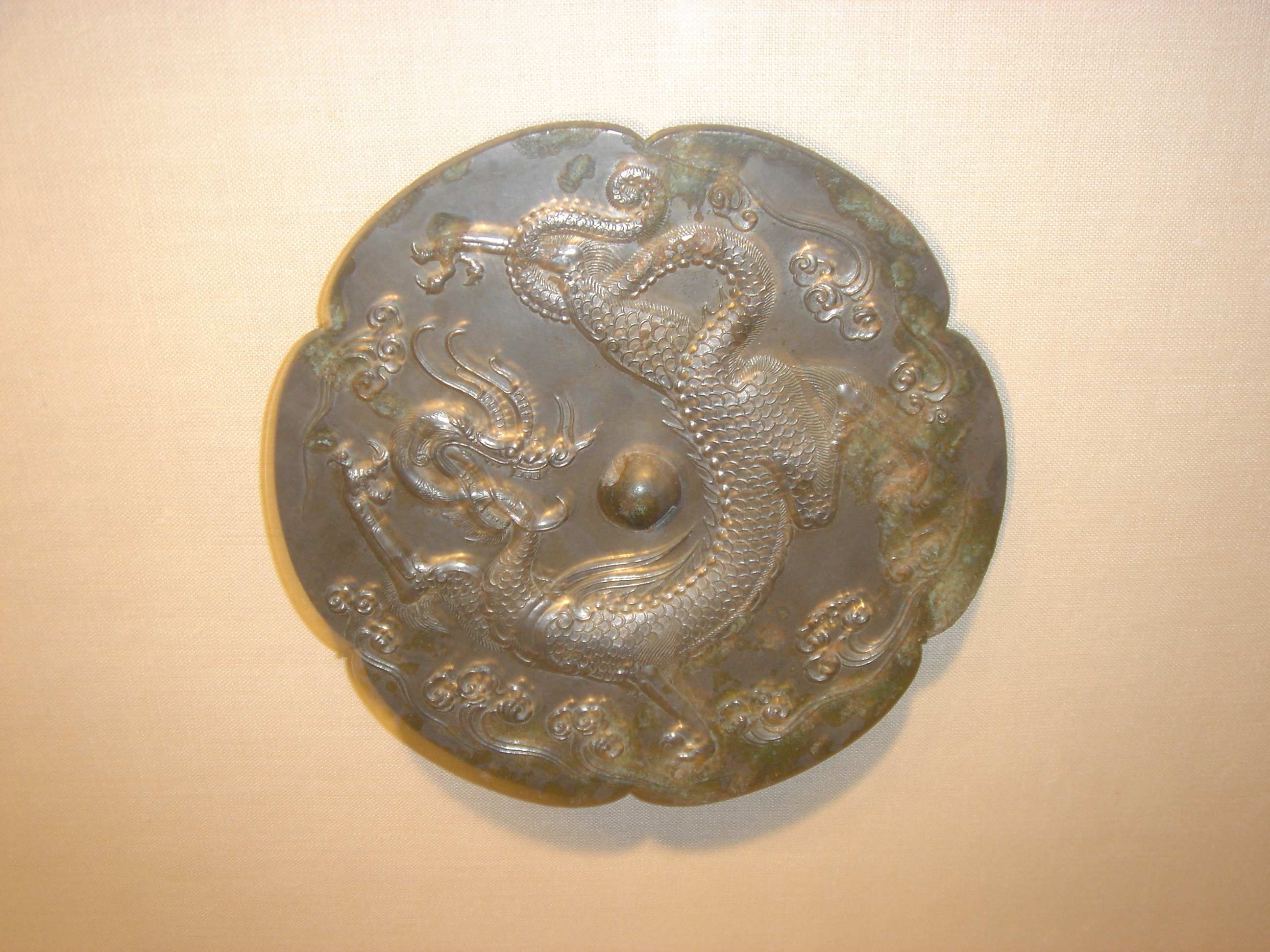
唐（8世紀）時代に製造された3本指の竜を裏面に描いた青銅鏡（米国フリーア美術館蔵）
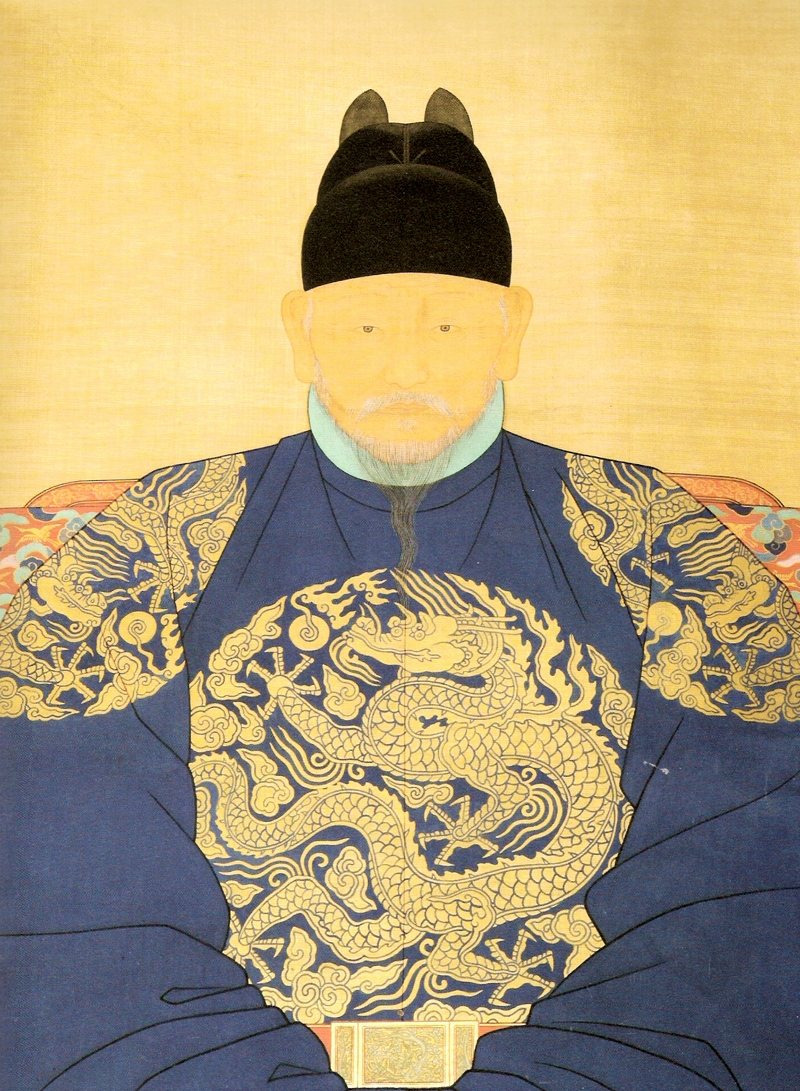
朝鮮国の李成桂の官服に描かれた五爪の竜

### 清朝・共和国の象徴
1862年から1912年までの清国国旗には青竜に似た意匠の竜が使われていた他、1913年から1928年までの中華民国の国章にも十二章のひとつとして竜が使われていた。

1862年から1889年までの清国国旗
1889年から1912年までの清国国旗
1913年から1928年までの中国の国章

### 現在国家の象徴
中華人民共和国と中華民国（台湾）の両方で、国の象徴という使い方は一般的ではない。代わりに、文化の象徴として一般に使われる。香港では「Brand Hong Kong」の意匠の一部となっており、国際的なブランド名として香港をプロモーションするシンボルとされている。
ヨーロッパの影響を受けた文化では、竜は攻撃的、好戦的な意味合いを持っており、そのために中国政府が竜をシンボルとして使いたがらないと推測されている。

## 風習
水や天候を支配する竜王の礼拝は多くの地域で続いており、旧正月のお祝いなど中国の文化・伝統に深く根付いている。
「雲は龍に従い風は虎に従う」という中国の故事にちなみ、雨乞いとしての龍舞や防災祈願としての虎舞がアジア各地に伝承されている。

### ドラゴンボート
竜が嫌うとされるものに、楝葉（センダン）や五色の絲（絹糸）が含まれるとされる。古来、屈原を祀るのに糭（そう＝粽 ちまき）を楝葉や色絲（色とりどりの絹糸）に包んで川に投じたという。つまり水中の竜除けであろう。その屈原を偲ぶために現在に至り開催されるのが台湾などの竜船祭り（ドラゴンボートレース）である。その際には粽がこしらえられる。

### 竜舞
中国の旧正月や開店、新築祝いなどのお祭りでは、竜の人形の踊りがよく催される。布と木でできた竜の人形を人が操る。ドラムなど音楽の伴奏に振り付けに従って動かす。

### 9の数
9の数は中国で天の数とされ、中国の竜は頻繁に9の数に関連づけられる。例えば、中国の竜は通常、9つの特徴から説明され、背に9×9すなわち81枚の鱗をもち、あわせて117（9×13）枚の鱗（陽が81（9×9）、陰が36（9×4））を持つとされる。
このことが、竜が9つの形態を持ち、竜生九子をもうけた理由でもある。九龍壁は異なる9つの竜が描写された精神的な壁であり、中国の宮殿や庭園に置かれている。
9は皇帝の数とされていたため、最高位の官吏のみが9つの竜のあしらわれた上着を着たが、そのローブを丈長の外套で完全に覆った。低級の官吏は8つか5つの竜のあしらわれた上着を着て、再び丈長の外套で覆った。ただ、皇帝自身も9つの竜の描かれた上着のうち、1匹は見えないように隠されていた。
中国には「九龍」と呼ばれる場所が数多くあり、最も有名なのは香港の九龍である。ベトナムではメコン川の一部がCửu Long（クーロン）として知られ、これも同じ意味である。

### 十二支
竜を意味する辰は、十二支における12種類の動物の一つである。
12の動物のうち、唯一伝説上の生き物である。後漢の王充『論衡』言毒篇に「辰為龍、巳為蛇。辰、巳之位在東南」とあるのが、確かめられる最も古い記述である。なぜ辰だけが伝説上の動物になったのかは未だに議論の的であり定説がない。竜は実在の生物をモチーフとし、のちに伝説化したという説がある。

## 恐竜骨や古代生物の比定

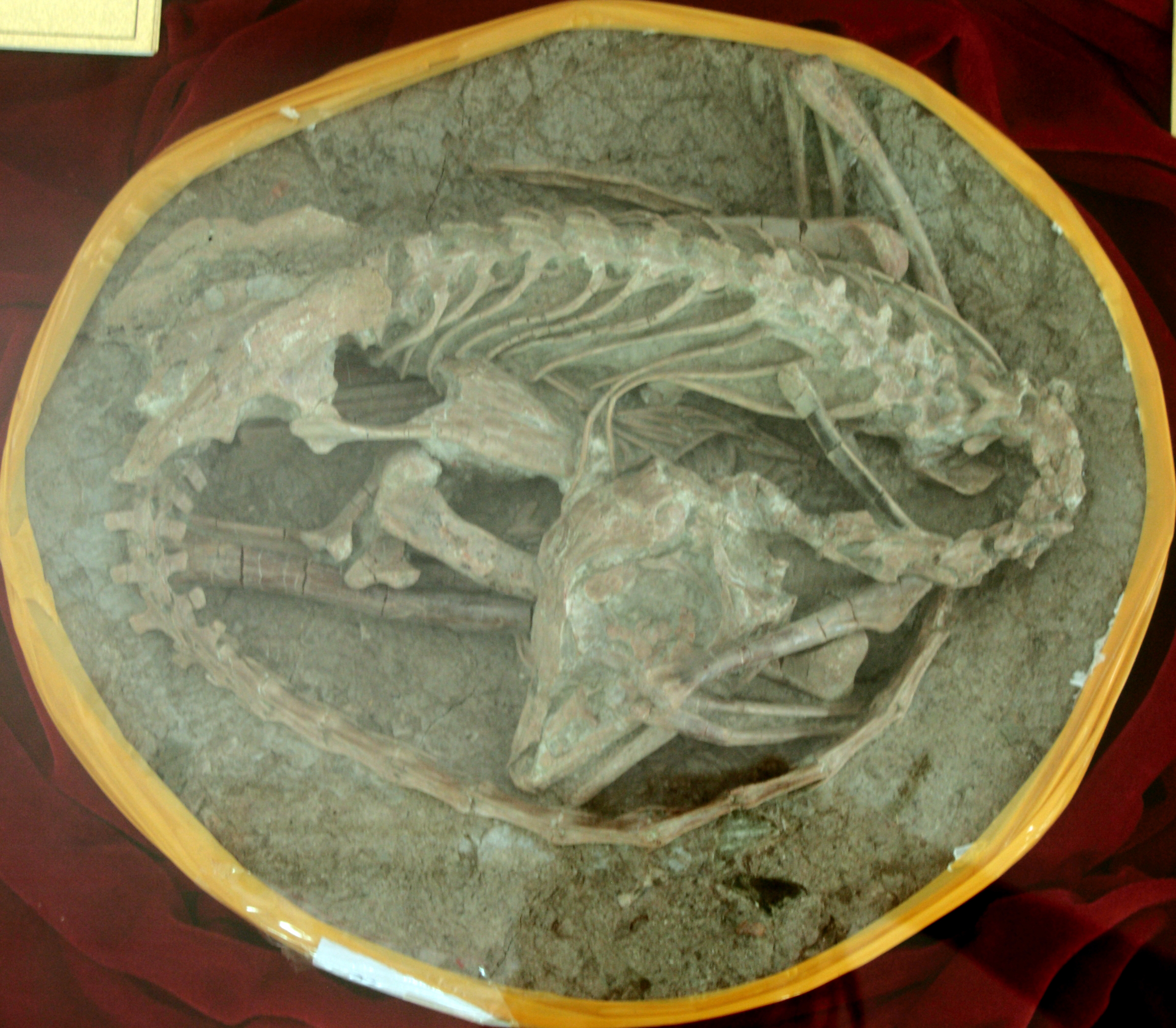
メイ・ロンの化石。本種が眠るときに現生の鳥類と同様の姿勢をとっていたと考えられるため、「眠る竜」を意味する「メイ・ロン」（寐龍）と名付けられた。

竜（やドラゴン）の伝承の発端としては、クジラや恐竜などの大型動物の骨や化石の出土、ワニやオオトカゲなどの爬虫類の観察、人間の本能的な蛇などへの恐怖などの仮説が挙げられている。
竜骨（や角）と称して、じっさいはマンモス象の骸骨や牙が扱われていたのではないかと魚類学者の木村重が考察している。
中国では多様な恐竜が発見されている。恐竜の名前は学名としてラテン語で命名するのが慣例であるが、1990・2000年代以降の恐竜については、中国語のピンイン音をそのまま用いて「○○ロン」と命名する例が現れている。

### 命名や格言
「竜」は偉大な霊獣とされるため、漢字文化圏では人名によく使用される。
「竜虎（龍虎）」は、虎と竜のような、強大な力量を持ち、実力が伯仲する二人の英雄豪傑を比喩する言葉として現代でも使われている。「鯉の滝昇り」は、鯉が滝を上ると竜になる、「登竜門」という中国の故事伝承にちなむ。また、「竜頭蛇尾」というように、「竜」を偉大な存在に、「蛇」を平庸な存在に例えて用いられることもある。
黄河は、古来その形状から竜に喩えられた。
風水における気の流れは竜脈と称された。また、中国の古琴や和楽器の箏は、竜に見立てられており、「竜角」、「竜尾」、「竜眼」など多くの部分が竜の体の部分にちなんだ名称で呼ばれる。麻雀では三元牌を竜に喩えることがある（英語で Dragon tiles）。またドラは三元牌を「ドラゴン」と呼んだことに由来したもの。
竜の顎には1枚だけ逆さになった鱗があり、これに触ると必ず殺されるという。（逆鱗を参照）。